# 30357 Davisdon
30357 Davisdon è un asteroide della fascia principale. Scoperto nel 2000, presenta un'orbita caratterizzata da un semiasse maggiore pari a 2,6441262 UA e da un'eccentricità di 0,0972786, inclinata di 2,39181° rispetto all'eclittica.